# Receptor de glutamato
Los receptores de glutamato son un tipo de moléculas receptoras del principal neurotransmisor excitatorio del cerebro, el glutamato. 
Estas proteínas receptoras se clasifican en dos familias: la de receptores ionotrópicos y la de receptores metabotrópicos.
Existen tres familias de receptores ionotrópicos de glutamato, que actúan como canales de cationes: los receptores de N-metil-D-aspartato (receptores NMDA); los de ácido alfa-amino-3-hidroxi-5-metil-4-isoxazolpropiónico (receptores AMPA); y los de kainato (receptores de kainato).

En cuanto a los receptores metabotrópicos, están acoplados a proteínas G, y modifican la respuesta de los canales de membrana  y las concentraciones de segundos mensajeros como el diacilglicerol o el AMP cíclico.
Tanto los receptores metabotrópicos como los ionotrópicos se hallan relacionados con el proceso de plasticidad sináptica. El incremento o disminución del número de receptores ionotrópicos en la célula postsináptica puede conducir a la activación o depresión de esta célula a largo plazo, respectivamente. De modo paralelo, los receptores metabotrópicos pueden modular la plasticidad sináptica controlando la síntesis de proteínas (a través de segundos mensajeros) en la célula postsináptica. Los receptores de glutamato se encuentran tanto en neuronas como en células de la glía del sistema nervioso central. Se ha sugerido que, en las células gliales, modulan la expresión génica durante su proliferación y diferenciación desde precursores de células gliales.

## Receptores AMPA
Los receptores AMPA son tetrámeros compuestos por subunidades que en humanos presentan cuatro tipos diferentes. La mayoría de los receptores contienen monómeros distintos, y, en general, se trata de dímeros simétricos. La actividad de los monómeros y, por tanto, del receptor, puede regularse mediante fosforilación.
Como todos los receptores ionotrópicos de glutamato, actúan como canales. Para ello, al menos dos subunidades deben, cada una, unir a un agonista; esto produce la apertura del poro. Una vez abierto, el canal se desensibiliza rápidamente, lo que para el tráfico de cationes por su interior. Esta parada depende de un cambio conformacional que modifica el ángulo del sitio de unión, cerrando el poro.  Su cierre y apertura a alta velocidad permiten que la transmisión sináptica sea muy rápida en el sistema nervioso central.

## Receptores NMDA
Tienen un papel fundamental en los procesos de plasticidad neuronal y memoria. Su activación conduce a la apertura de un canal iónico no selectivo para toda clase de cationes. El receptor puede activarse a resultas de una diferencia de potencial en presencia de iones Mg2+. Esto permite el flujo de iones Na+ e incluso de bajas cantidades de Ca2+ (hacia la célula) y de K+ (hacia fuera de la célula). Este flujo de iones de calcio se considera crítico durante el proceso de plasticidad fenotípica, un proceso celular involucrado en el aprendizaje y memorización.

## Receptores kainato
Los receptores kainato desempeñan un rol fundamental en la plasticidad sináptica, pues afectan a la respuesta a posteriori de la célula estimulada. Su estructura es multimérica, consistiendo cada unidad en un tetrámero, en el cual cada monómero posee un lugar de unión para el ligando y aporta un aminoácido al lumen del canal, canal que está compuesto de residuos hidrofóbicos y que penetra en la membrana.